# Алтья (река)
Алтья (эст. Altja oja) — река в северной Эстонии. Длина реки составляет 17,4 км, площадь водосбора — 46,1 км². Впадает в Финский залив близ поселения Алтья.
Бассейн реки целиком включает в себя волость Вихула, уезд Ляэне-Вирумаа.
Берёт начало на возвышенности Сагади в национальном парке Лахемаа. Огибая его с востока, река пересекает лесной массив, создавая глубокую долину, в которой повсеместно можно увидеть следы деятельности бобров: бобровые плотины, хатки в береговых обрывах и деревья со следами бобровых зубов.
Недалеко от устья на реке поставлена плотина и создан пруд Оанду, в котором обитают форель, кумжа и хариус. На нерест в реку заходят и морские виды рыб, в связи с чем рыбалка на многих участках здесь либо запрещена, либо ограничена.